# Aprophata
Aprophata is een kevergeslacht uit de familie van de boktorren (Cerambycidae). De wetenschappelijke naam van het geslacht werd voor het eerst geldig gepubliceerd in 1862 door Pascoe.

## Soorten
Aprophata omvat de volgende soorten:
- Aprophata aurorana Vives, 2009
- Aprophata eximia (Newman, 1842)
- Aprophata eximioides Breuning, 1961
- Aprophata hieroglyphica (Schultze, 1934)
- Aprophata nigrescens Breuning, 1973
- Aprophata notha (Newman, 1842)
- Aprophata quatuordecimmaculata Breuning, 1947
- Aprophata ruficollis Heller, 1916
- Aprophata semperi (Westwood, 1863)
- Aprophata vigintiquatuormaculata Schwarzer, 1931